# Liste der geschützten Landschaftsteile im Bezirk Tamsweg
Die Liste der geschützten Landschaftsteile im Bezirk Tamsweg enthält die geschützten Landschaftsteile im Bezirk Tamsweg (Land Salzburg). Der Bezirk beherbergt insgesamt 10 geschützte Landschaftsteile, wobei alleine drei Schutzgebiete Anteile in der Gemeinde Weißpriach aufweisen. Zudem haben die Gemeinden Mariapfarr, Sankt Michael im Lungau und Tamsweg Anteil an je zwei Schutzgebieten. Die geschützten Landschaftsteile umfassen vor allem Gewässerabschnitte und Moorgebiete sowie einen Klostergarten und ein Naturwaldreservat.

## Geschützte Landschaftsteile
| Foto |                 | Name                       | ID       | Standort | Beschreibung | Fläche   | Datum      |
| ---- | --------------- | -------------------------- | -------- | --- | --- | -------- | ---------- |
| 1    | Datei hochladen | Althofener Moos            | GLT00002 | Mariapfarr KG: Mariapfarr bzw. Pichl GrStNr: 2206; 2207; 2209; 2213–2216 Standort                                        | Das Althofener Moos im Lungauer Taurachtal ist nahe der Mündung der Lonka in die Taurach situiert. Das Altenhofer Moos weist als Brut- und Nahrungsbiotop zahlreicher seltener Vögel große Bedeutung auf, zudem dient es als Entwicklungsgebiet für Insekten, Lurche und Kriechtiere. | 12,3 ha  | 03.01.1980 |
| 1    | Datei hochladen | Lonka Mäander Teil Süd     | GLT00090 | Mariapfarr, Weißpriach KG: Mariapfarr, Weisspriach GrStNr: 16/1; 206; 207; 1624/5 ff Standort                            | Die Lonka (auch Weißpriachbach) durchfließt das Gebiet zwischen Bruggarn und Hinterweißpriach in ausgedehnten Mäanderschleifen, wobei die Mäanderbildung durch den Feinsand-Schluff-Untergrund und das geringe Gefälle begünstigt wurde. Neben der Lonka selbst sind auch die angrenzenden Überschwemmungs-Gebiete unter Schutz gestellt. | 34,86 ha | 08.05.1991 |
| 1    | Datei hochladen | Saumoos bei Oberbayrdorf   | GLT00009 | Sankt Margarethen im Lungau, Sankt Michael im Lungau KG: St. Margarethen bzw. St. Michael GrStNr: 1104/1; 706/1 Standort | Das Saumoos ist ein Latschen-Hochmoor am Südrand des Lungauer Murtales. Während der Ostteil durch stark Torfabbau beeinträchtigt ist und wesentlich baumreicher als der Westteil ist, kommen im Westteil vor allem Latschengebüsche vor. | 43,78 ha | 16.07.1980 |
| 0 BW | Datei hochladen | Mur-Mäander                | GLT00060 | Sankt Michael im Lungau KG: Unterweißburg GrStNr: 408/1 Standort                                                         | Die Flussstrecke der Mur wurde im Gemeindegebiet von St. Michael im Lungau zum Erhalt des Landschaftsgepräges und der Lebensgemeinschaften als geschützter Landschaftsteil ausgewiesen. Der Fluss weist zwischen der Ortschaft Unterweißburg (Lattendorf) bis zur Gemeindegrenze Muhr (Schellgaden) weit ausschweifende Mäander auf, wobei ein Streifen von 20 m entlang der beiden Flussufer mitgeschützt wurde.                                                                      | 20,32 ha | 20.05.1987 |
| 1    | Datei hochladen | Alter Klostergarten        | GLT00076 | Tamsweg GrStNr: 4; .262 Standort                                                                                         | Der Alte Klostergarten im ehemaligen Kapuzinerkloster Tamsweg stellt im verbauten Ortsgebiet von Tamsweg eine wichtige Ökozelle dar, die den Charakter des Unterwuchs einer Streuobstwiese aufweist. Der Klostergarten bietet insbesondere Vögeln einen wichtigen Lebensraum und bietet neben kleinklimatischen Vorteilen auch einen Naherholungsbereich für die Bevölkerung. | 0,43 ha  | 15.11.1989 |
| 0 BW | Datei hochladen | Langmoos                   | GLT00115 | Tamsweg KG: Sauerfeld GrStNr: 893/4, 985 (tw) Standort                                                                   | Das Langmoos besteht aus einem Fichtenhochmoor mit größeren Gruppen von Kümmerfichten sowie einem Schnabel-Seggensumpf ein. Hinzu kommen ein unbestocktes Hochmoor, ein Latschenhochmoor sowie Übergangsmoor- und Niedermoorbereiche. | 33,53 ha | 17.06.2002 |
| 0 BW | Datei hochladen | Naturwaldreservat Ullnwald | GLT00098 | Tweng KG: Tweng Standort                                                                                                 | Das Naturwaldreservat Ullnwald beherbergt einen subalpinen Lärchen-Fichtenwald mit Zirben sowie zahlreiche Tierarten wie Rot-, Reh- und Gamswild, Feldhase, Rotfuchs, Bergeidechse und Kreuzotter. Die Unterschutzstellung erfolgte zur Erhaltung der charakteristischen Naturlandschaft, der Lebensgemeinschaften von Pflanzen und Tieren sowie dem besonderen Landschaftsgepräge aufweist. Zudem ist das Gebiet auch von naturwissenschaftlicher Bedeutung.                          | 7,86 ha  | 17.11.1993 |
| 1    | Datei hochladen | Mooshamer Moos             | GLT00072 | Unternberg KG: Voidersdorf Standort                                                                                      | Das Mooshamer Moos befindet sich südlich der Murtal-Bundesstraße unterhalb des Schlosses Moosham. Es setzt sich aus einem etwa 70 cm hohen Latschenfilz und einem ehemaligen Torfstich der rasenartiges Scheidenwollgras beherbergt, zusammen. Das übrige Gebiet weist unterschiedliche Bewaldungsgrade auf. Die Unterschutzstellung erfolgte zur Erhaltung besonderer Lebensgemeinschaften, wobei das Schutzgebiet zahlreiche seltene und geschützte Pflanzen beherbergt.             | 26,69 ha | 21.12.1988 |
| 1    | Datei hochladen | Lonka beim Lahntörl        | GLT00037 | Weißpriach KG: Weißpriach GrStNr: 1136/1 Standort                                                                        | Der auch als „Lonka“ bezeichnete Lauf des Weißpriach-Baches ist von der Lahnbrücke rund 400 m flussaufwärts und 500 m flussabwärts als geschützter Landschaftsteil ausgewiesen. Er wurde auf Grund seiner Bedeutung für die Erholung der Wirkung auf das großräumige Landschaftsbild geschützt. Der Bach mäandriert in diesem Gebiet in einem feinsandigen Bett durch Weidegebiet, das von Bergwäldern gesäumt ist, bevor er nach der Brücke beim Lahntörl in einen Wildbach übergeht. | 1,59 ha  | 19.09.1984 |
| 1    | Datei hochladen | Lonka Mäander Teil Nord    | GLT00099 | Weißpriach KG: Weisspriach GrStNr: 616; 625; 626; 628/1; 676; 636; 634/2; 536; 639; 124; 125/1; 123; 126/1 ff. Standort  | Das Schutzgebiet Lonka Mäander Teil Nord umfasst die Lonka und die angrenzenden Überschwemmungs-Gebiete im nördlichen Bereich des Gemeindegebietes von Weißpriach. | 20,74 ha | 06.05.1994 |